# Ghiacciaio Law
Il ghiacciaio Law è un ampio ghiacciaio lungo circa 50 km e largo 20, situato nella regione sud-occidentale della Dipendenza di Ross, nell'Antartide orientale. Il ghiacciaio, il cui punto più alto si trova a circa 2200 m s.l.m., si trova all'estremità meridionale dei monti della Regina Elisabetta, nell'entroterra della costa di Shackleton, e fluisce verso nord-est a partire direttamente dall'Altopiano Antartico e scorrendo lungo il versante settentrionale dei colli MacAlpine, per poi entrare nel nevaio Bowden.

Durante il suo percorso, il flusso del ghiacciaio Law è ingrossato da quello di diversi altri ghiacciai suoi tributari, tra cui figura il Sylwester.

## Storia
Il ghiacciaio Law è stato così battezzato dai membri della squadra neozelandese della spedizione Fuchs-Hillary, condotta nel 1955-1958, in onore B. R. Law, allora vice-direttore del Comitato del Mare di Ross.